# Les Chasseurs de futurs
Le livre de Daniel Charles, Yachts et Yachtsmen. Les Chasseurs de futurs, 1870-1914 est un document sur les yachts et les yachtsmen qui ont marqué l'histoire de la navigation de plaisance entre 1870 et 1914. Rédigé en collaboration avec Corine Renié, préfacé par Delfeil de Ton, cet ouvrage décrit la logique des nouveautés et des inventions concernant principalement les voiliers, le contexte de leur création, et les personnages célèbres de cette époque. Avec un regard critique sur les jauges et règlements qui ont influencé la conception des voiliers de course, le sujet est abordé sans parti-pris mais non sans humour.

## Genèse du document
De décembre 1987 à novembre 1988, Daniel Charles est chargé par le défendeur américain de la Coupe de l'America, la Sail America Fondation, d'établir une analyse pouvant être mise à disposition du tribunal jugeant de la sportivité, de la mésalliance, du mis-match provoqué en 1988 par le challenger Néo-zélandais, opposant un catamaran au monocoque du San Diego Yacht Club.
Pour ce faire il se plonge dans l'histoire de l'acte de donation de la Coupe de l'America, et de l'histoire des jauges de course (Les Chasseurs de futurs, pages 201 à 208). Avec l'impulsion de Corine Renié, il décide d'en faire un livre.

## Contenu
Le livre comporte treize chapitres, deux annexes et 220 illustrations, photos et plans relatifs à la période 1870-1914. Les inventions marquantes comme celle des multicoques de régate, le déplacement léger, les dériveurs capables de déjauger, la quille à lest extérieur, les coques en aluminium, le gréement bermudien, les bateaux de la Coupe de l'America, la Coupe internationale des un-tonneau, Dixon Kemp, Nathanael Herreshoff, Gustave Caillebotte et le Cercle de la voile de Paris, la jauge internationale, les débuts de la monotypie, les classes à restrictions comme les Sonderklasse, Reliance et Charlie Barr, jusqu'aux premiers canots rapides à coque à redan, font partie des nombreux engins, règlements et personnages étudiés.
L'auteur montre les inventions de cette époque dans leur contexte et explique pourquoi certaines d'entre elles n'ont pas eu de succès immédiat. L'influence parfois bénéfique, parfois néfaste des jauges y est bien explicité.
La première annexe détaille les problèmes de sportivité liés aux interprétations de l'acte de donation de la Coupe de l'America. La seconde fait un récapitulatif de l'histoire des jauges.
Les sources sont nombreuses et l'auteur en explique le choix et les difficultés rencontrées à en trouver de fiables.

## Édition
Ce livre a été imprimé en avril 1991, par Heraclio Fournier SA, à Vitoria en Espagne pour le Conservatoire international de la plaisance, situé à Bordeaux.